# Малая Коша
Малая Ко́ша — река на северо-западе европейской части Российской Федерации, в Тверской области, впадает в Волгу. Длина реки составляет 64 км, пощадь водосборного бассейна — 431 км².
Малая Коша берёт начало неподалёку от села Дмитрово Ржевского района. Протекает по малозаселённым местам Тверской области на территории Ржевского, Старицкого и Селижаровского районов.
В верховьях течёт на северо-восток, в районе деревни Орешки Старицкого района резко поворачивает на запад, образуя излучину. Впадает в Волгу в нескольких километрах южнее устья реки Большая Коша.
Основные притоки: Плавинка, Дыхла, Канница, Шурлёвка, Чалка.
На берегах реки расположены деревни Турково, Теплово, Борки, Коробово, Манухино, Митино, Лошаково.

## Галерея